# فريدريك أندرسن
فريدريك أندرسن (بالدنماركية: Frederik Andersen)‏ هو لاعب هوكي الجليد دنماركي، ولد في 2 أكتوبر 1989 في هرنينغ في الدنمارك.

## وصلات خارجية
- فريدريك أندرسن على موقع دوري الهوكي الوطني (الإنجليزية)
- فريدريك أندرسن على موقع EliteProspects.com (الإنجليزية)
- فريدريك أندرسن على موقع Eurohockey.com (الإنجليزية)
- فريدريك أندرسن على موقع HockeyDB.com (الإنجليزية)
- فريدريك أندرسن على موقع Hockey-Reference.com (الإنجليزية)